# La Ricarda
La Ricarda o Casa Gomis es una obra racionalista ubicada en El Prat de Llobregat (Baix Llobregat, Cataluña) e incluida en el Inventario del Patrimonio Arquitectónico de Cataluña. Está situada en un enclave natural, junto al estanque de la Ricarda. En 2021 fue declarada Bien Cultural de Interés Nacional .

## Descripción
Consta de una vivienda formada por varios cuerpos de planta baja que están distribuidos de forma asimétrica. Incluye terrazas, porches y una piscina. El conjunto incluye una torre que hace función de depósito de agua y estudio. 
Los módulos están apoyados sobre pilares metálicos ligeros y están cubiertos por una bóveda. Las fachadas no soportan cargas, sino que son paramentos compositivos formados por celosías cerámicas o cerramientos de cristal. 

## Historia
La Casa de la Maternidad de Barcelona había sido propietaria de los terrenos en los que se ubica La Ricarda. Éstos se vieron afectados por la desamortización en el XIX y fueron adquiridos por Manuel Bertrand y Salsas; un industrial textil, que impulsó la construcción de caminos y obras de drenaje de las tierras del delta del Llobregat . 
La familia Gomis-Bertran encargó la casa al arquitecto Antonio Bonet Castellana quien la proyectó entre los años 1949 y 1956. Se trata de uno de los principales exponentes de la arquitectura moderna en Cataluña. El arquitecto Antonio Bonet Castellana fue uno de los referentes del Movimento Moderno y miembro del Grupo de Arquitectos y Técnicos para el Progreso de la Arquitectura Contemporánea.
Destacan sus formas geométricas cuadradas, con espacios diáfanos, y su relación con el paisaje natural de la zona. No obstante, el rasgo más característico de La Ricarda es su cubierta abovedada de 9 metros, inspirada en la bóveda catalana pero con criterios modernos.
En 1997 los arquitectos Fernando Álvarez y Jordi Roig iniciaron su restauración.
En 2021 la Generalitat de Cataluña la reconoció como Bien Cultural de Interés Nacional en la categoría de Monumento Histórico, incluyendo la torre de agua, situada a 15 metros, el jardín y el bosque de pinos que la rodea.
En 2024 la Casa Gomis fue incluida como sede de la decimoquinta edición de Manifesta, Biennal Nòmada Europea, celebrada en esta ocasión en el área Metropolitana de Barcelona.

## Galería

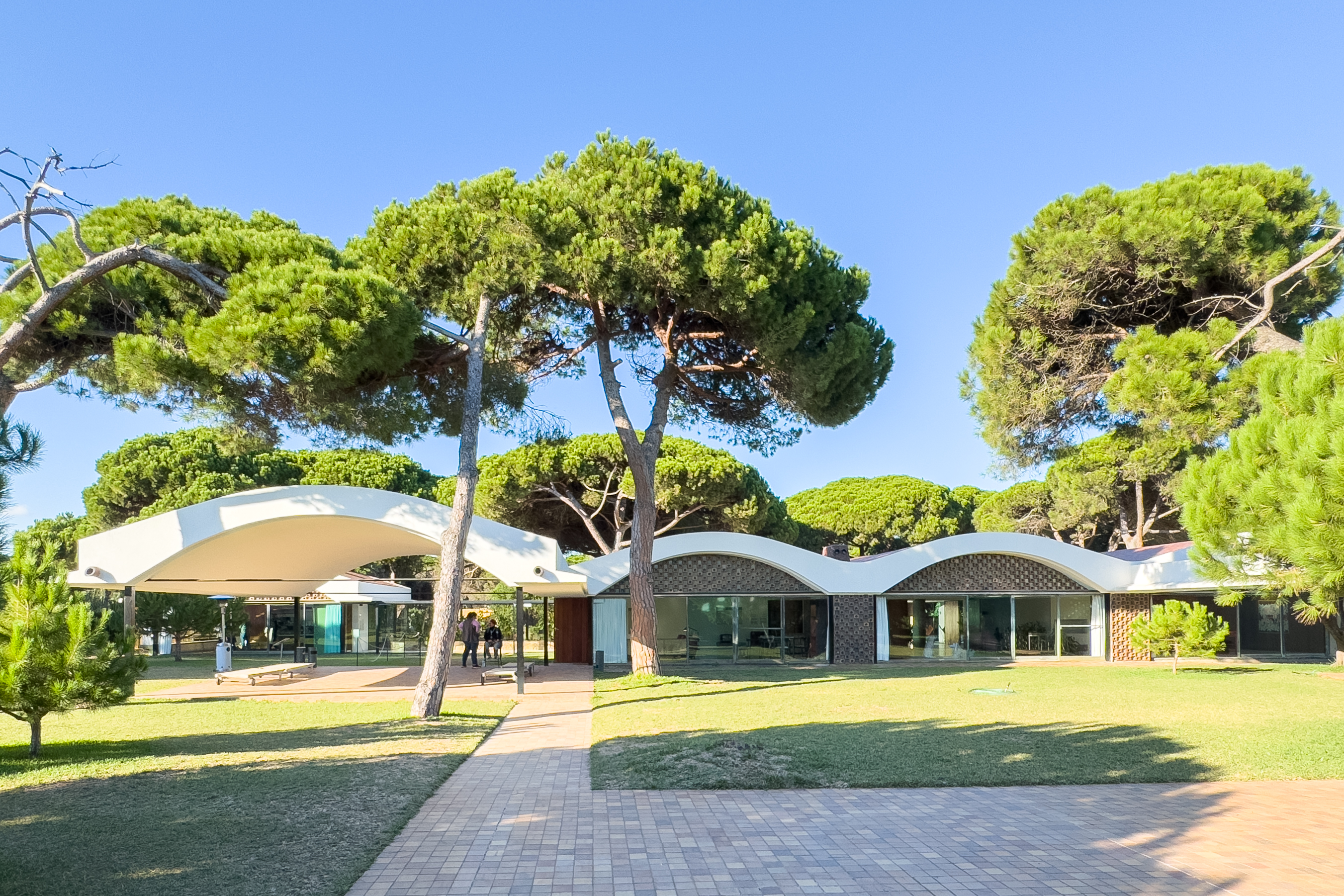
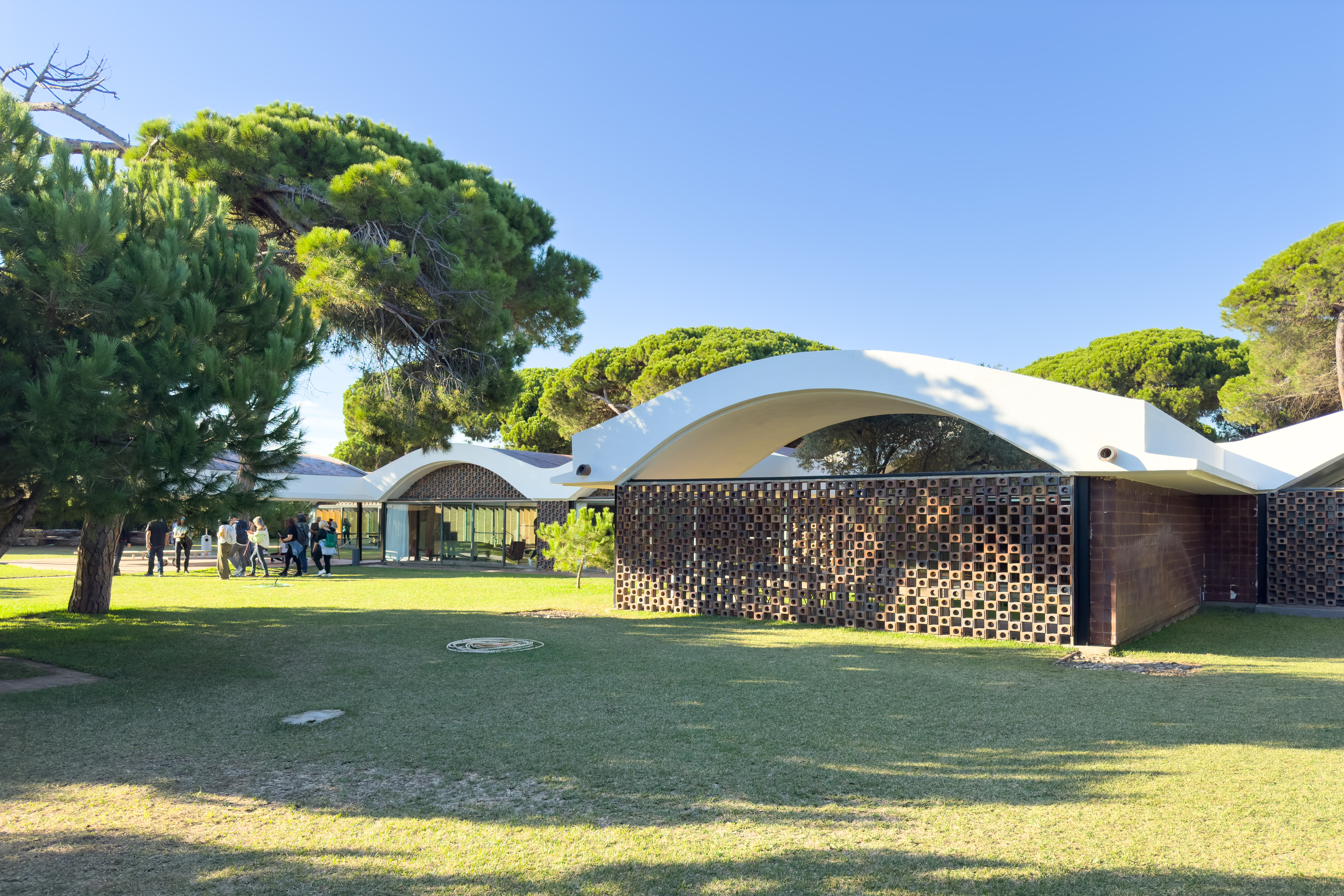
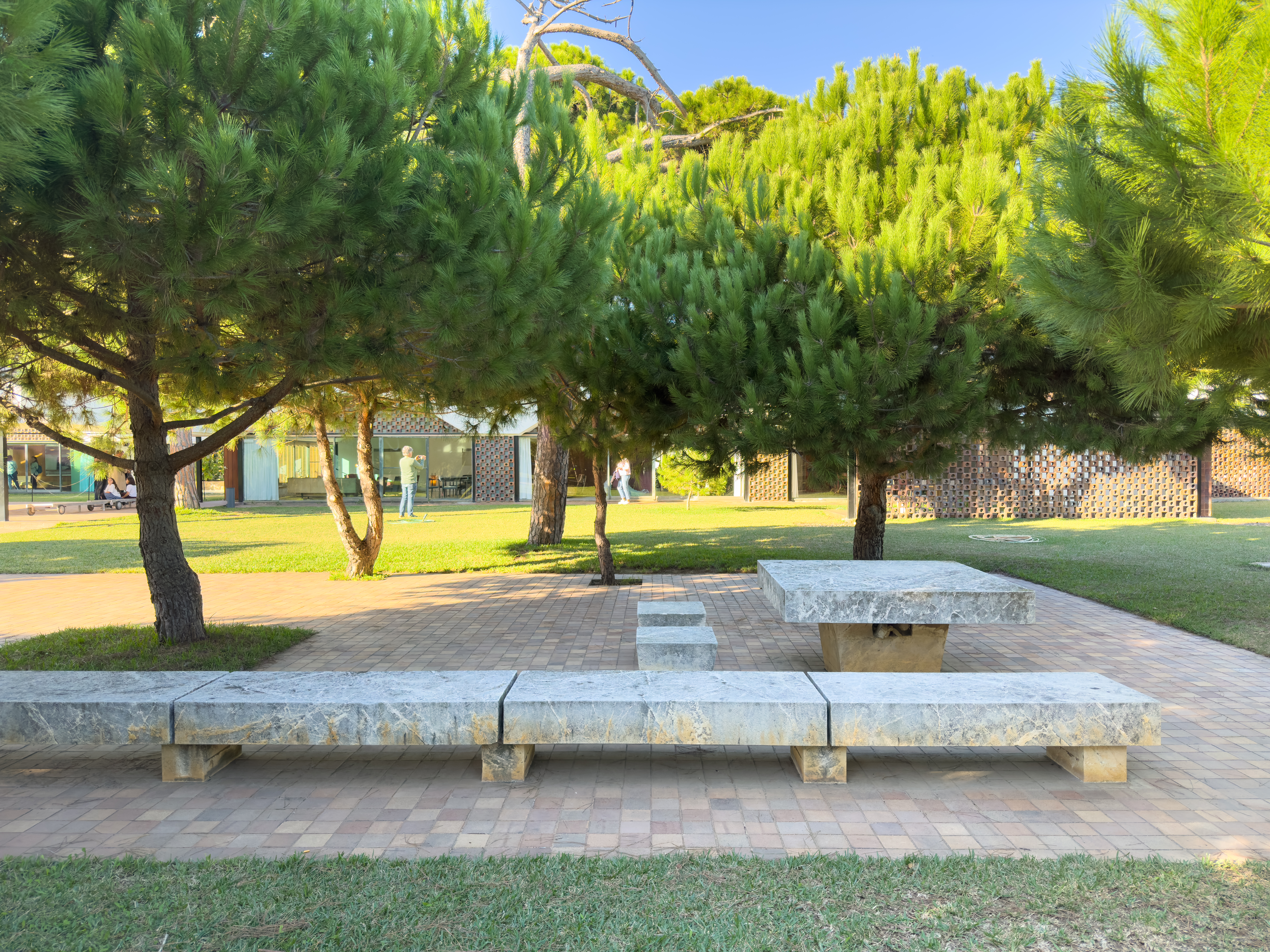
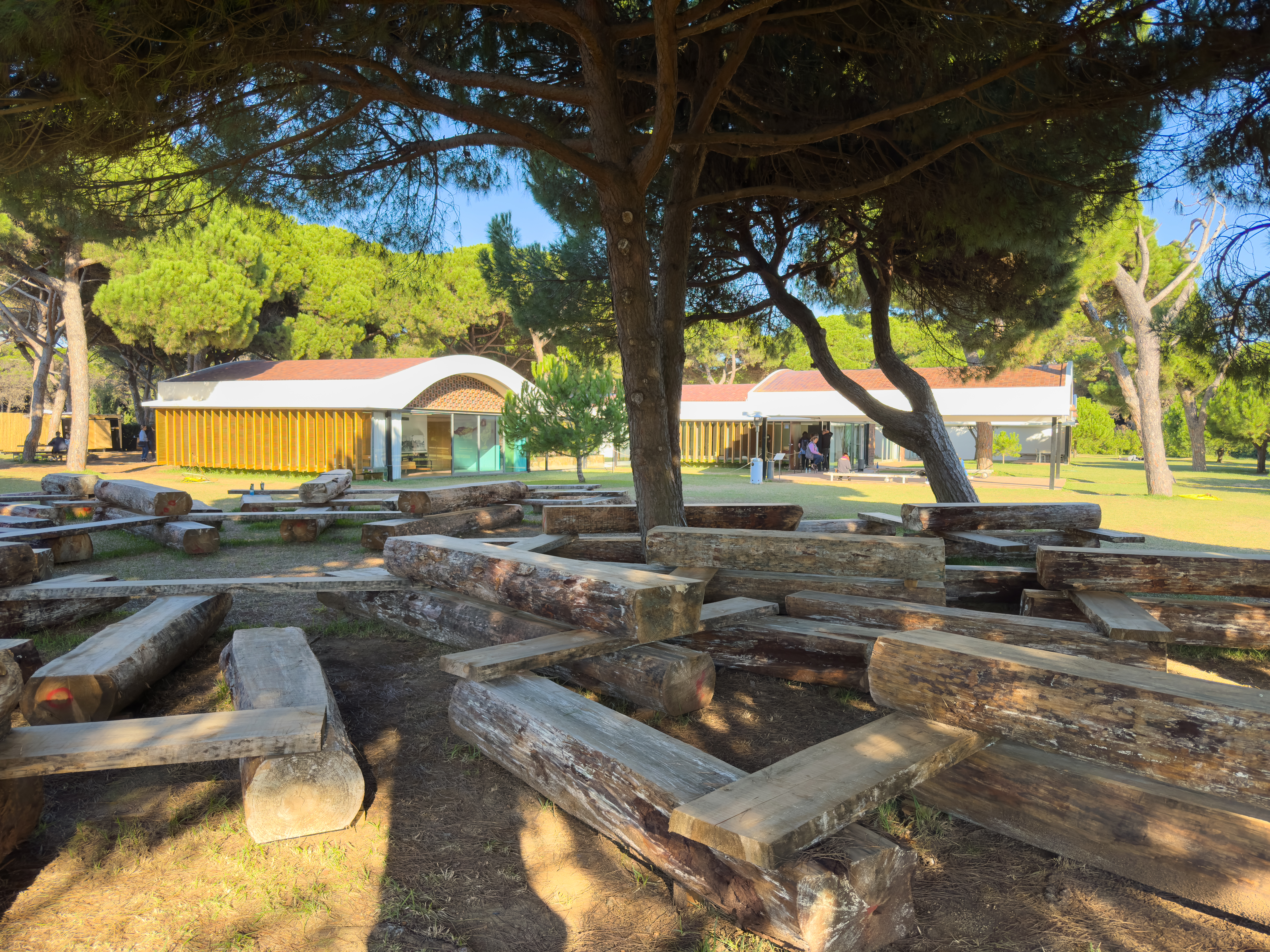
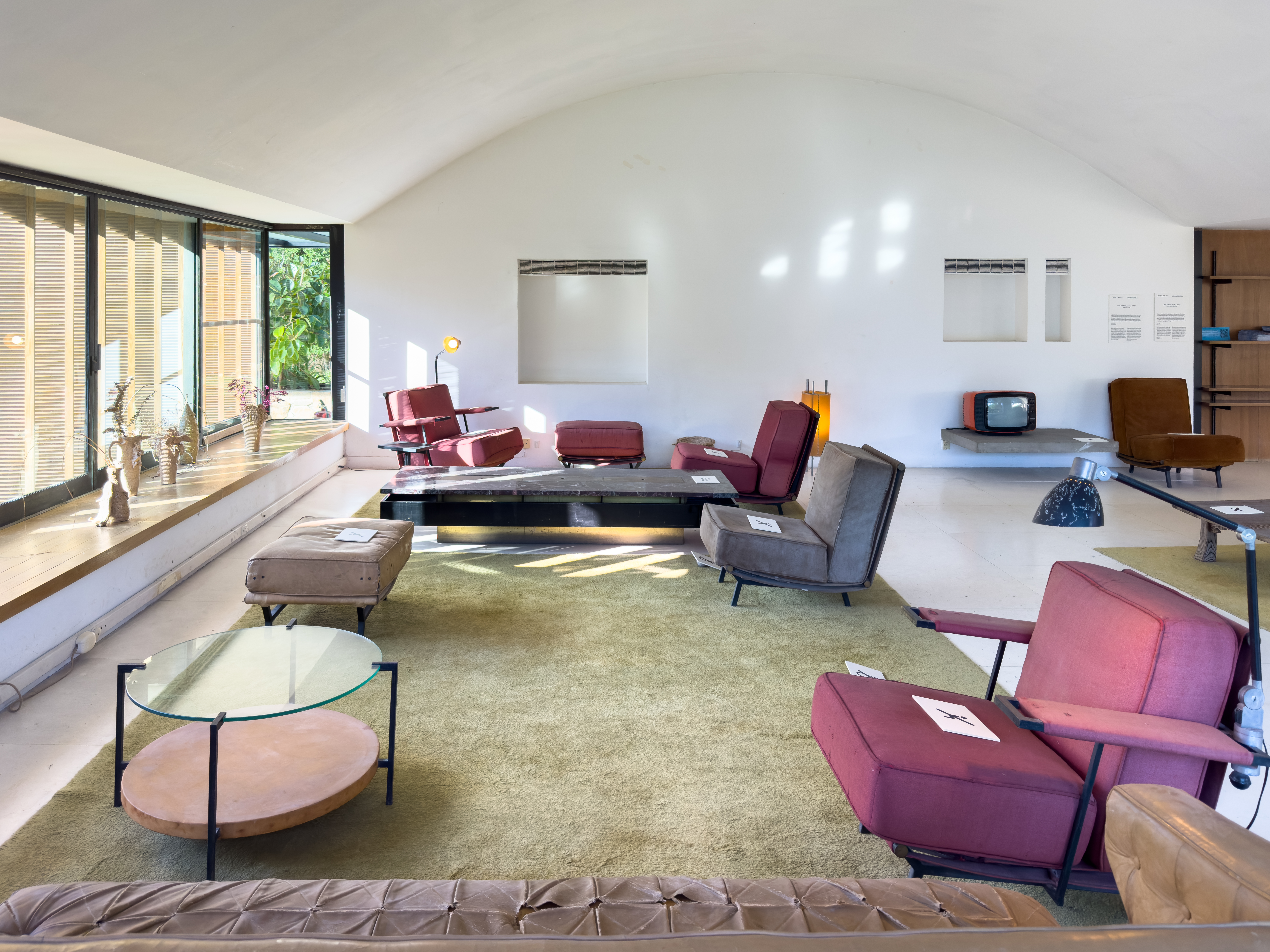
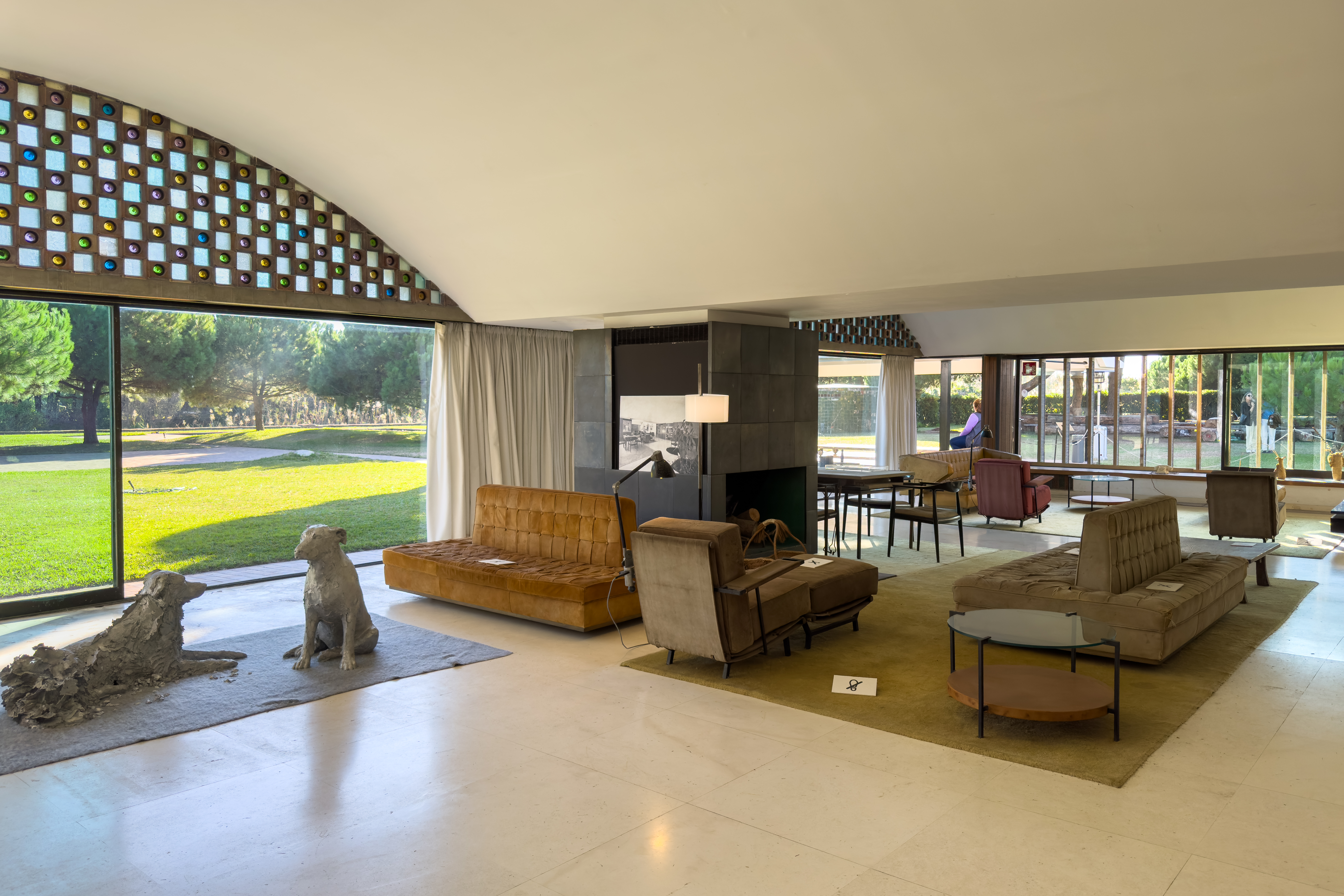
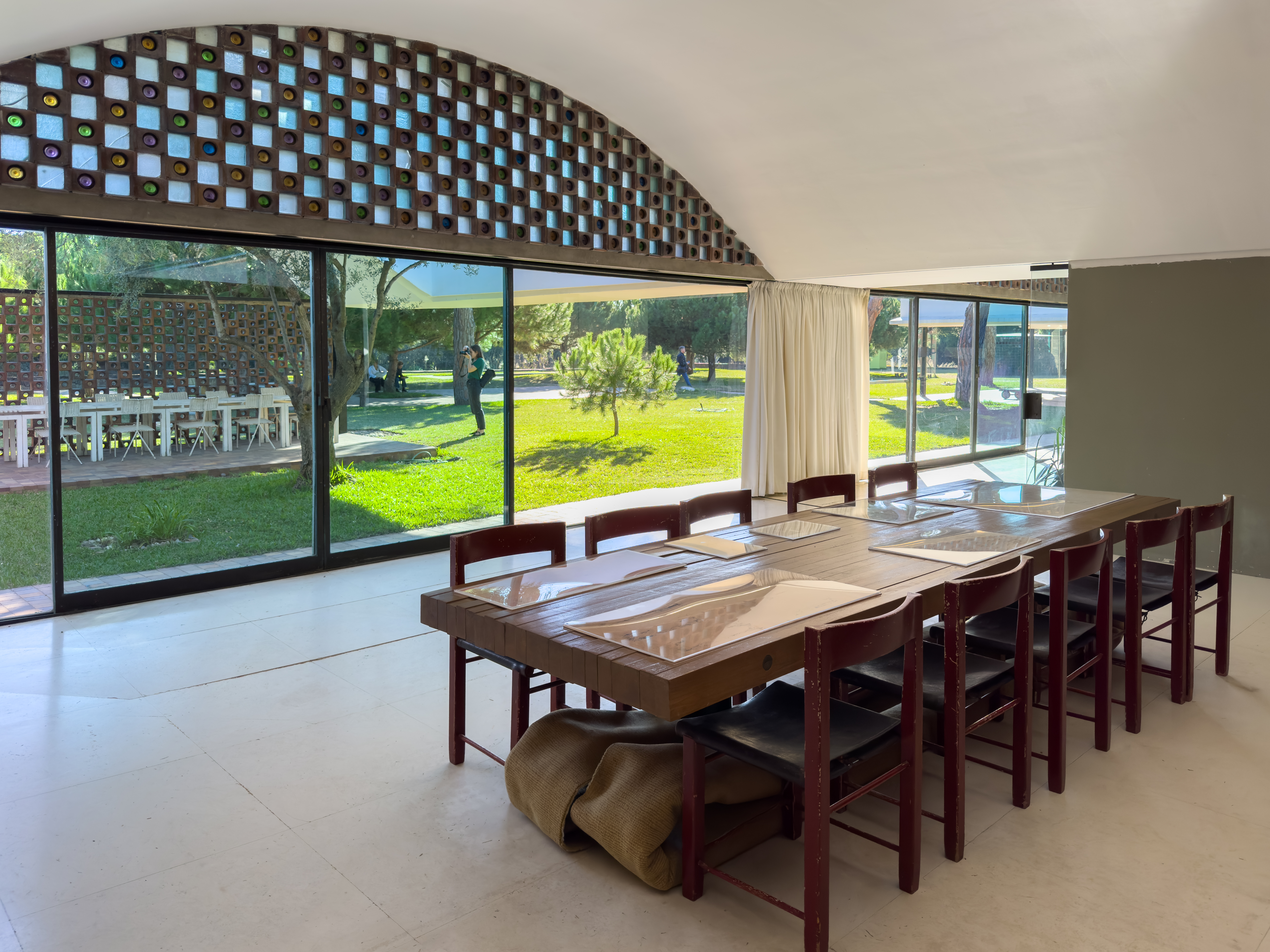
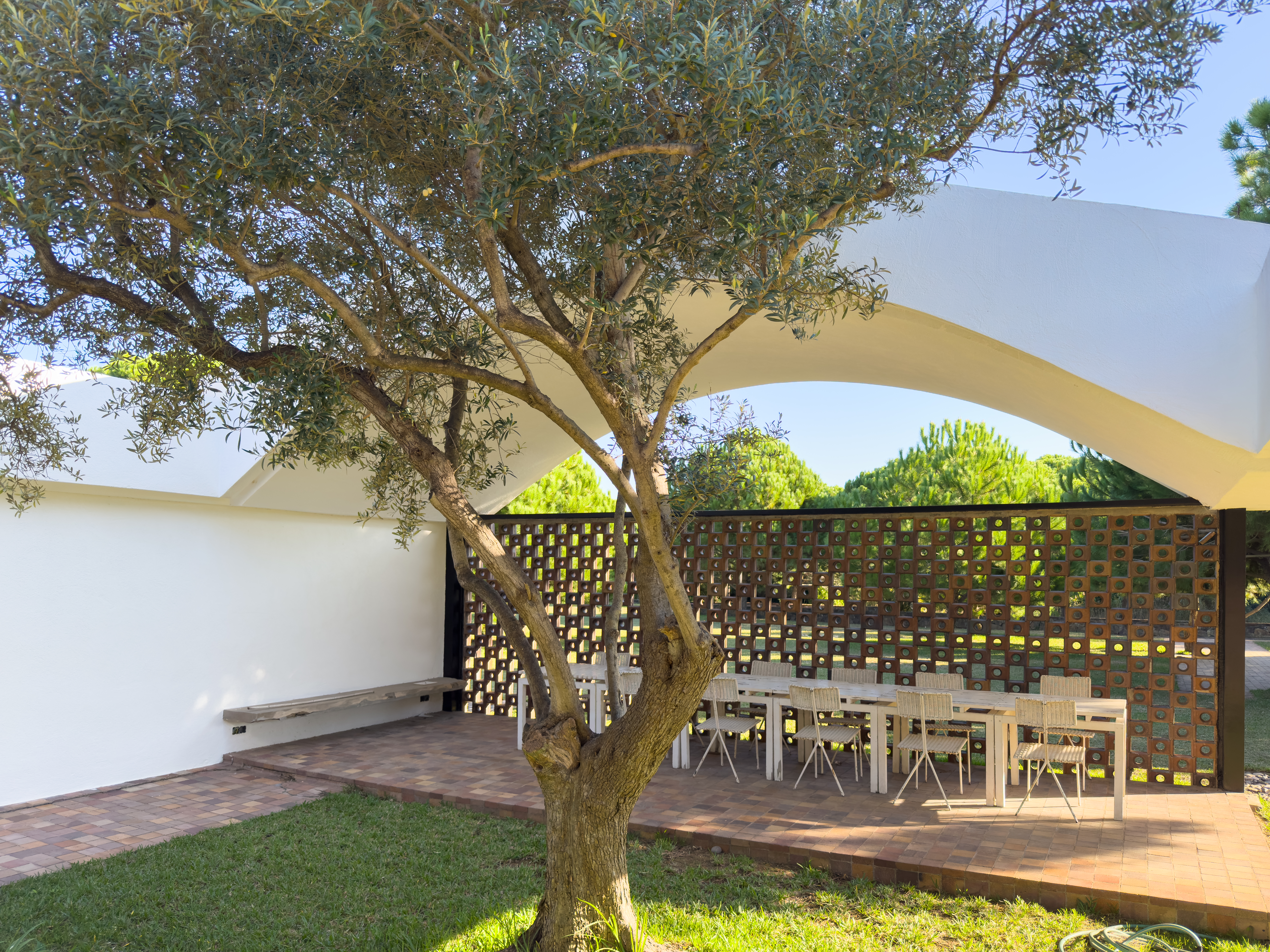
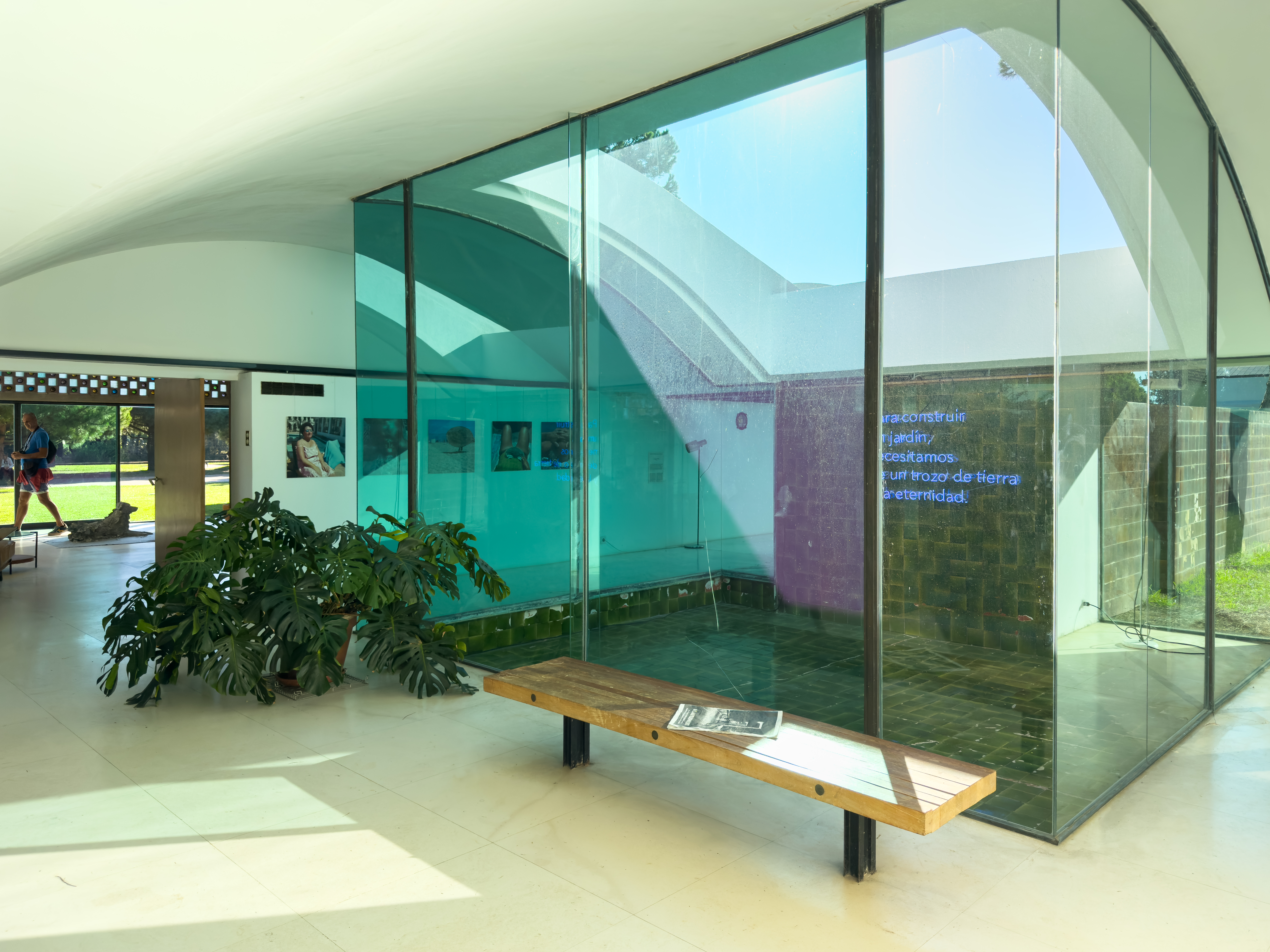
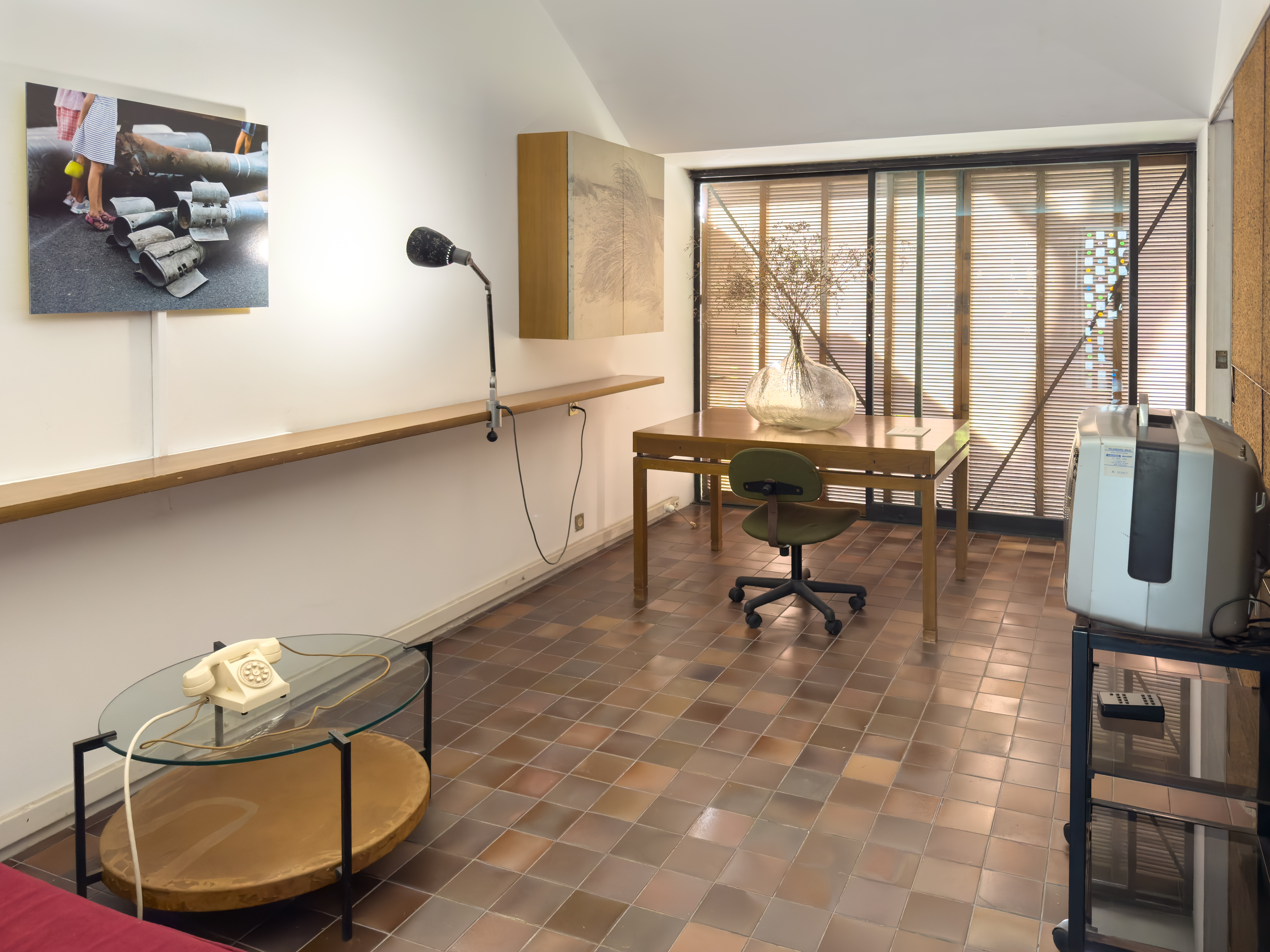
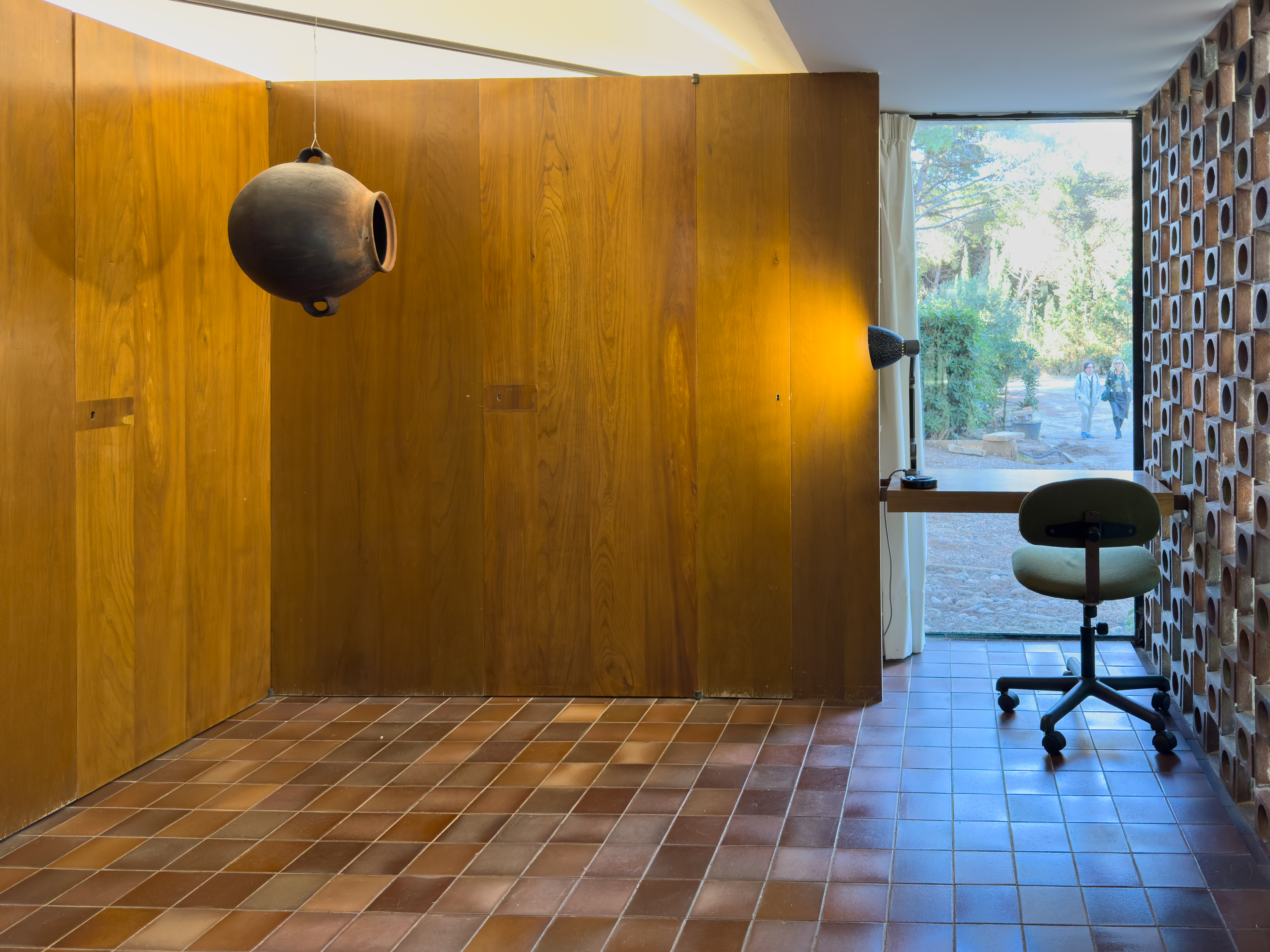
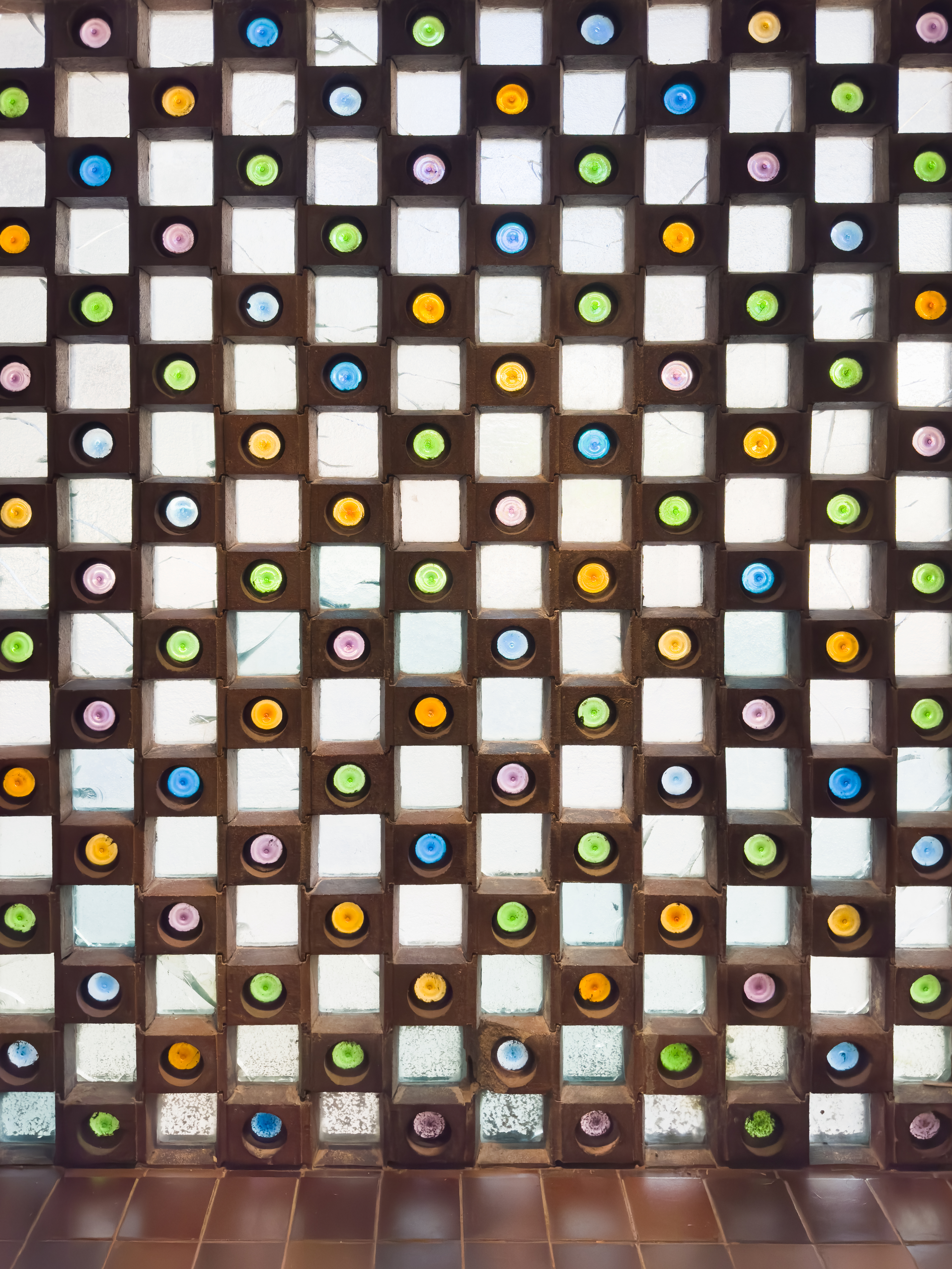
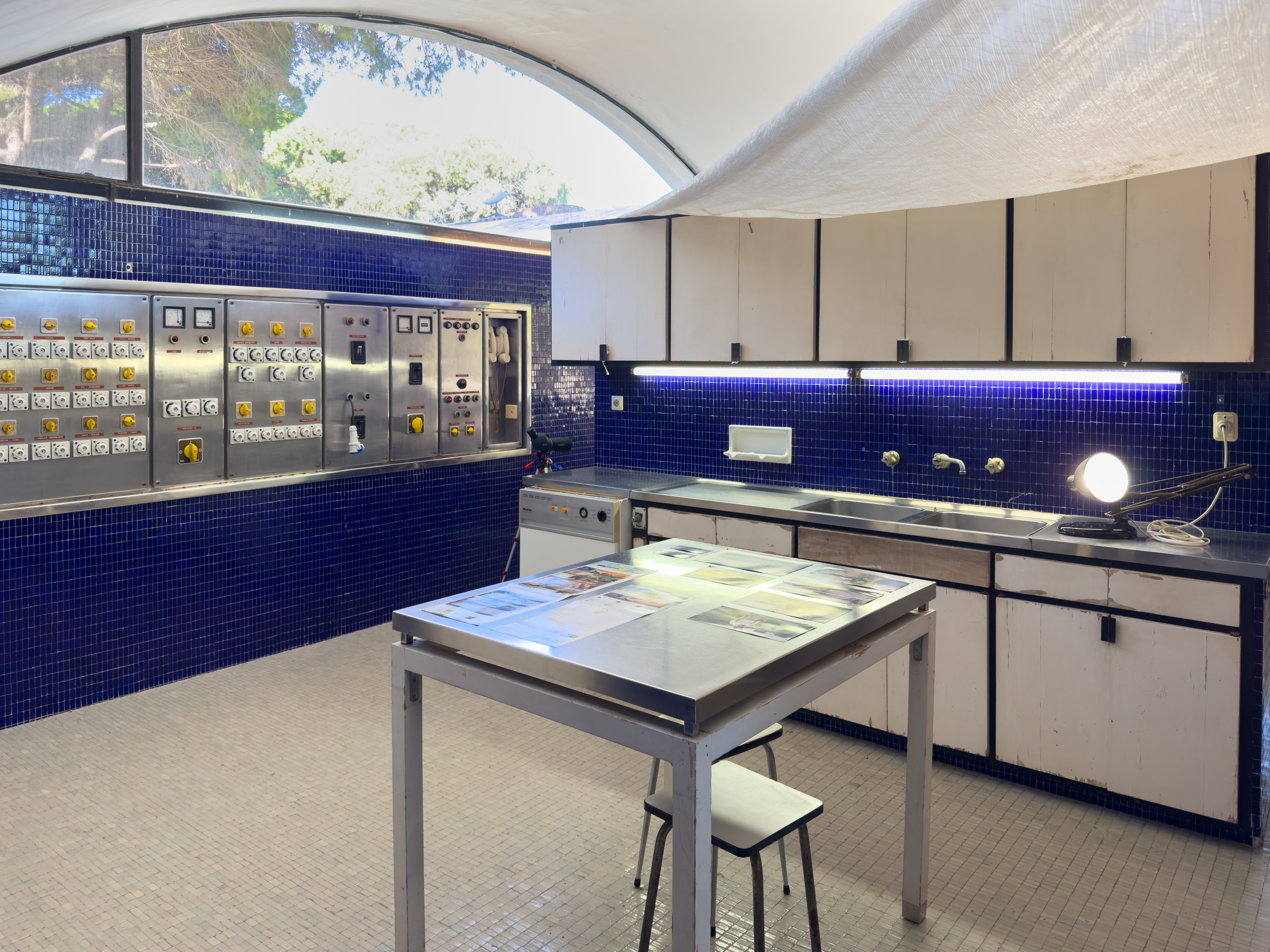
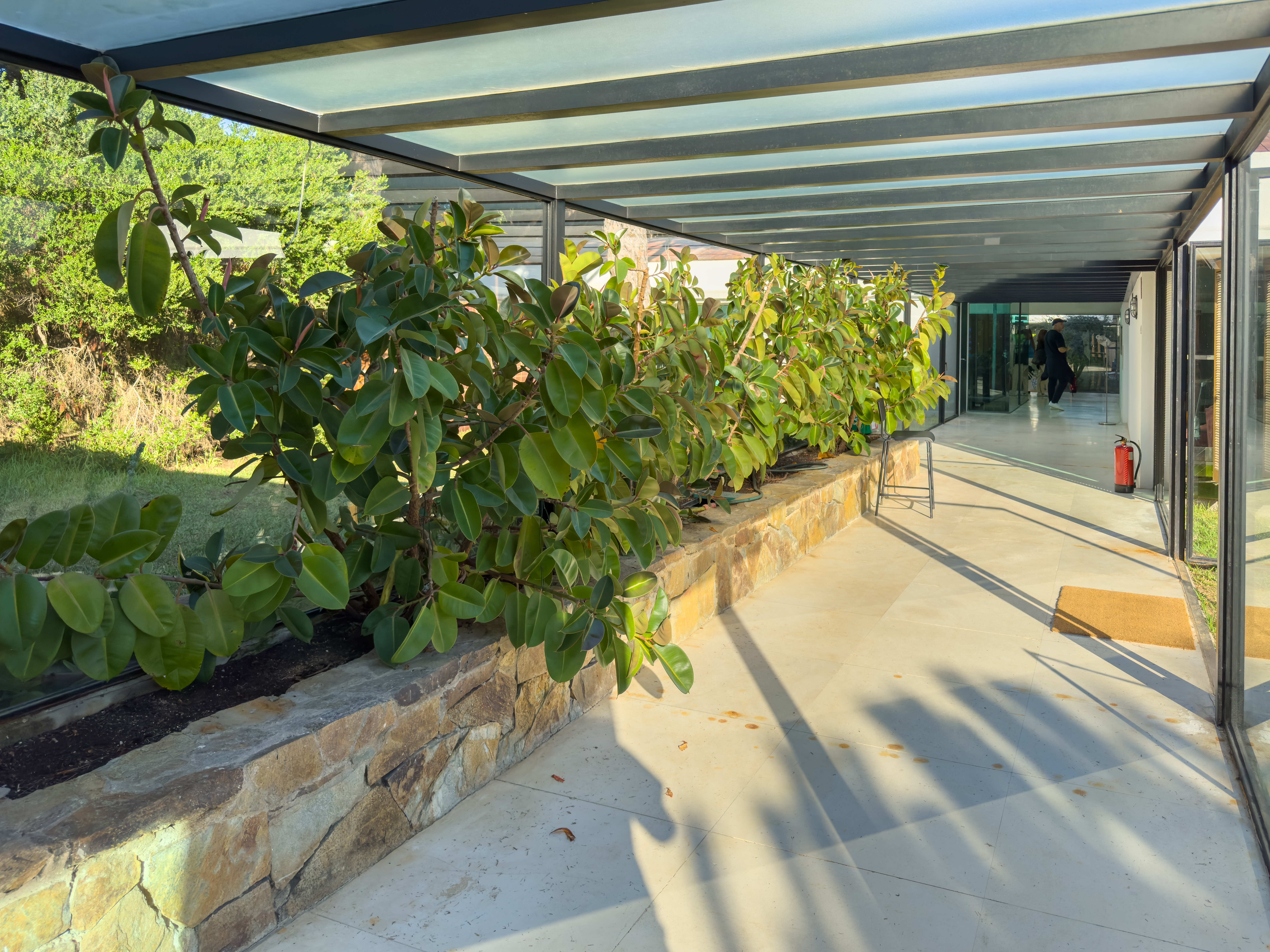
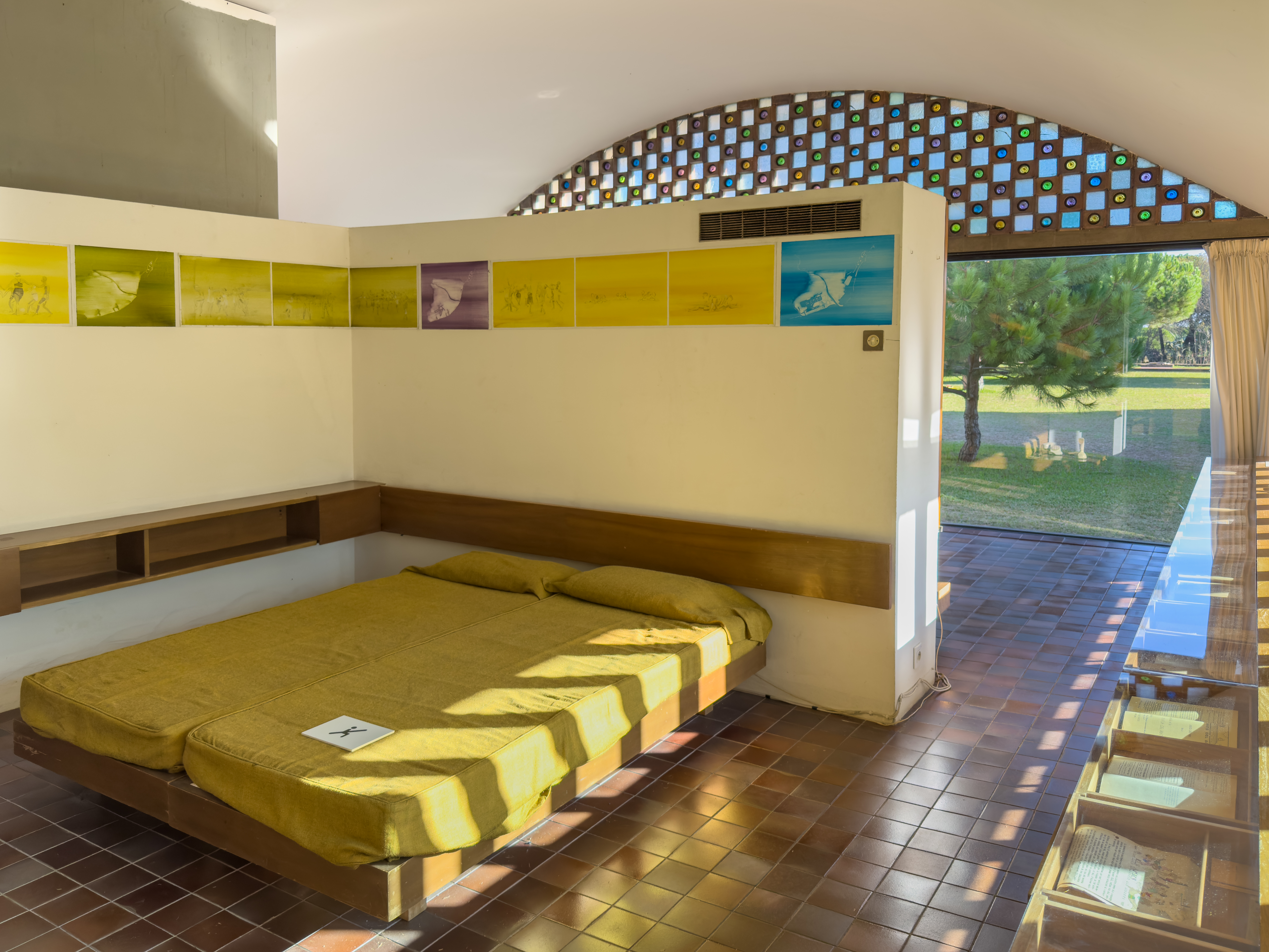
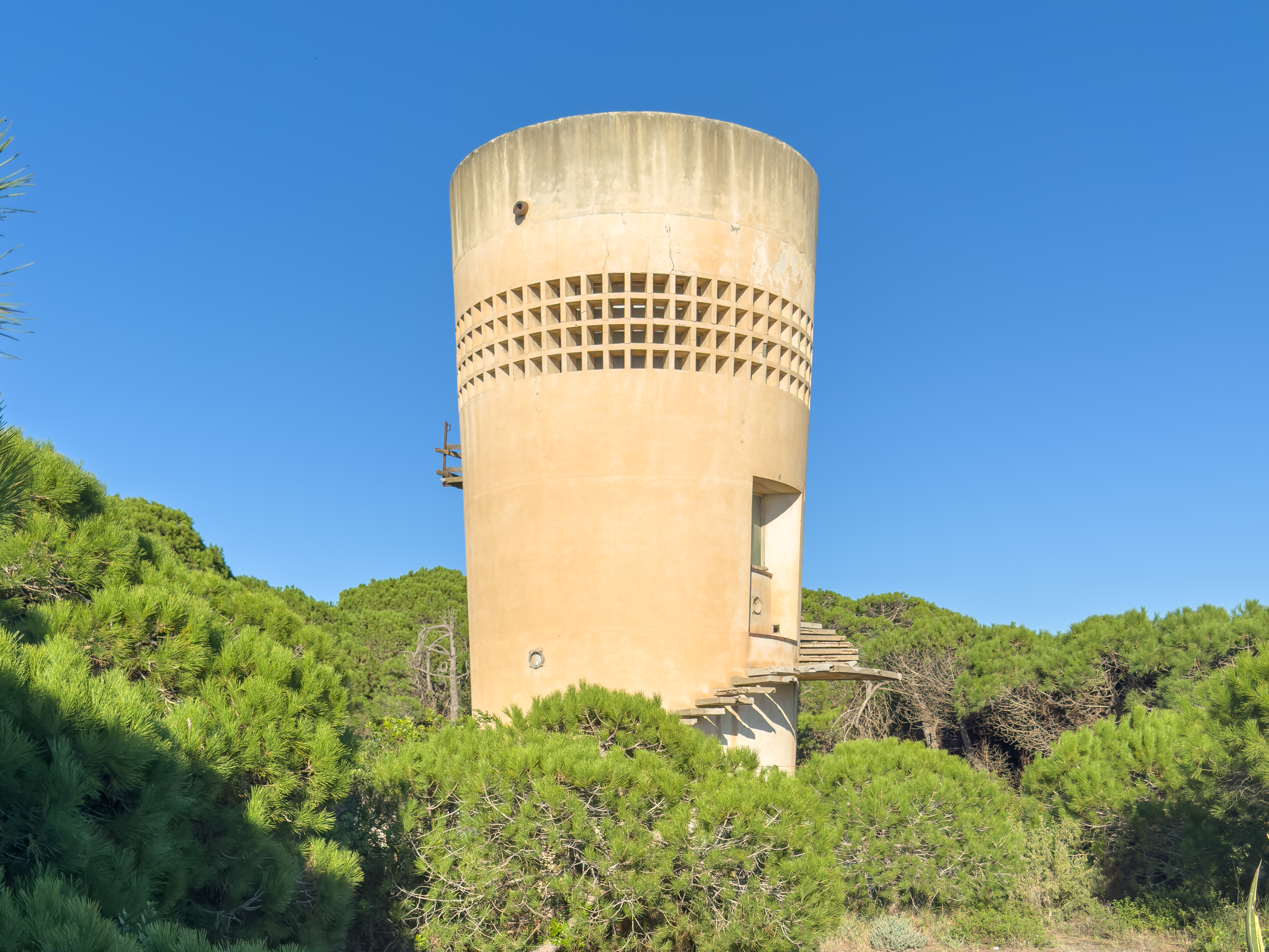